# Luis Fernando Zamora Morales
Luis Fernando Zamora Morales (20-2-1939, Palencia, 4-11-2021 Palencia) fue un médico, cirujano, poeta y artista multidisciplinar español.

## Trayectoria profesional
Finalizó sus estudios de medicina en la Universidad de Valladolid en 1965. Profesionalmente desempeñó el puesto de cirujano general en el Hospital Río Carrión de la provincia de Palencia, donde también fue director médico.

## Trayectoria artística
La obra de Fernando Zamora incluye la poesía -poemas y poesía visual-, la pintura -acuarelas, figurativas y abstractas, pinturas al óleo y acrílico, collages-, los poemas objeto -obras delicadísimas con papel y otros materiales, cajas -'aras votivas' o 'altarcillos'- y "libros del artista" que reunían su concepto personal de su arte, conceptual, muy variado en las técnicas y sintético.
Para el crítico de arte Julián Alonso las influencias como artista plástico en Fernando Zamora pueden rastrearse en "Kandinsky, Paul Klee, Malevich, Duchamp, Kurt Schwitters... pero también, a la hora de escribir, de Francisco Pino y Justo Alejo, compañeros del grupo literario de la Librería Relieve de Valladolid, del que formó parte; de Carlos Oroza, al que admiraba; Gabino Alejandro Carriedo, Georg Trakl, Gottfried Benn, Elouard, Aragon, Auden, Queneau y un largo etcétera que hacía más rica su fecunda imaginación". Señala también el crítico sobre la última obra de Fernando Zamora que está cargada de grandes dosis de ironía, con unas piezas que adoptan la verdadera forma de poemas-objeto, en no pocas ocasiones, síntesis de sus diferentes aspectos de artista y poeta".
En su ciudad natal, Palencia fue miembro activo de los grupos literarios Rocamador y Astrolabio, llegando a presidir este último.
Compaginó su trayectoria profesional con la artística, en el campo de la poesía y la poesía visual, la pintura y la creación de collages con diversos materiales. Publicó varios libros y realizó numerosas exposiciones de su obra plástica tanto en Alemania, donde residió durante unos años como en España.
El escritor y poeta Tomás Sánchez Santiago señaló, con relación a la exposición antológica CIGAERBÚ: 

Fernando Zamora está en su obra de "numerosas maneras (cajitas como aras votivas a la manera de autores como Cornell o Tomás Salvador, composiciones a partir de pecios y desechos, diálogos entre materiales desvinculados, alusiones irónicas a los excesos tecnológicos que fundan los imperativos del mundo actual…) esa consternación que es recuperar el estado final de lo usado o aquellos hallazgos propiciados por el azar —el azar aquí es un sustitutivo audaz del mercado— para que ello sea de nuevo materia con aura, devuelta así a los ojos de quienes pudieron desecharla un día. Piezas como “Fetiche para adictos al ordenador”, “Escrito con fuego”, “Espejismo de salud” o “Réquiem del viajante” dan cuenta de ello; por no hablar de sus “Papeles del escusado”, sus cuadernos de hilos y de agujeros, sus caligrafías al margen de la ortodoxia o del significado, su colección de “Bibliotecas” y sus bodegones (“Bodegón de mariposas”), muestras todas ellas de una voluntad de ensimismamiento crítico que presidió el quehacer del poeta".

En los últimos años se dedicó a realizar libros-objeto y libros de artista, llegando a hacer un centenar. Entre ellos destacan: "Libro de hilos" (Odendorf - Alemania, 2005), expuesta en el MUSAC en la exposición Constelaciones; "Octadivairus" (2019), "Cigaerbú" (2020) y "Mi vida escrita en papel higiénico", ejemplar desaparecido.

## Obra

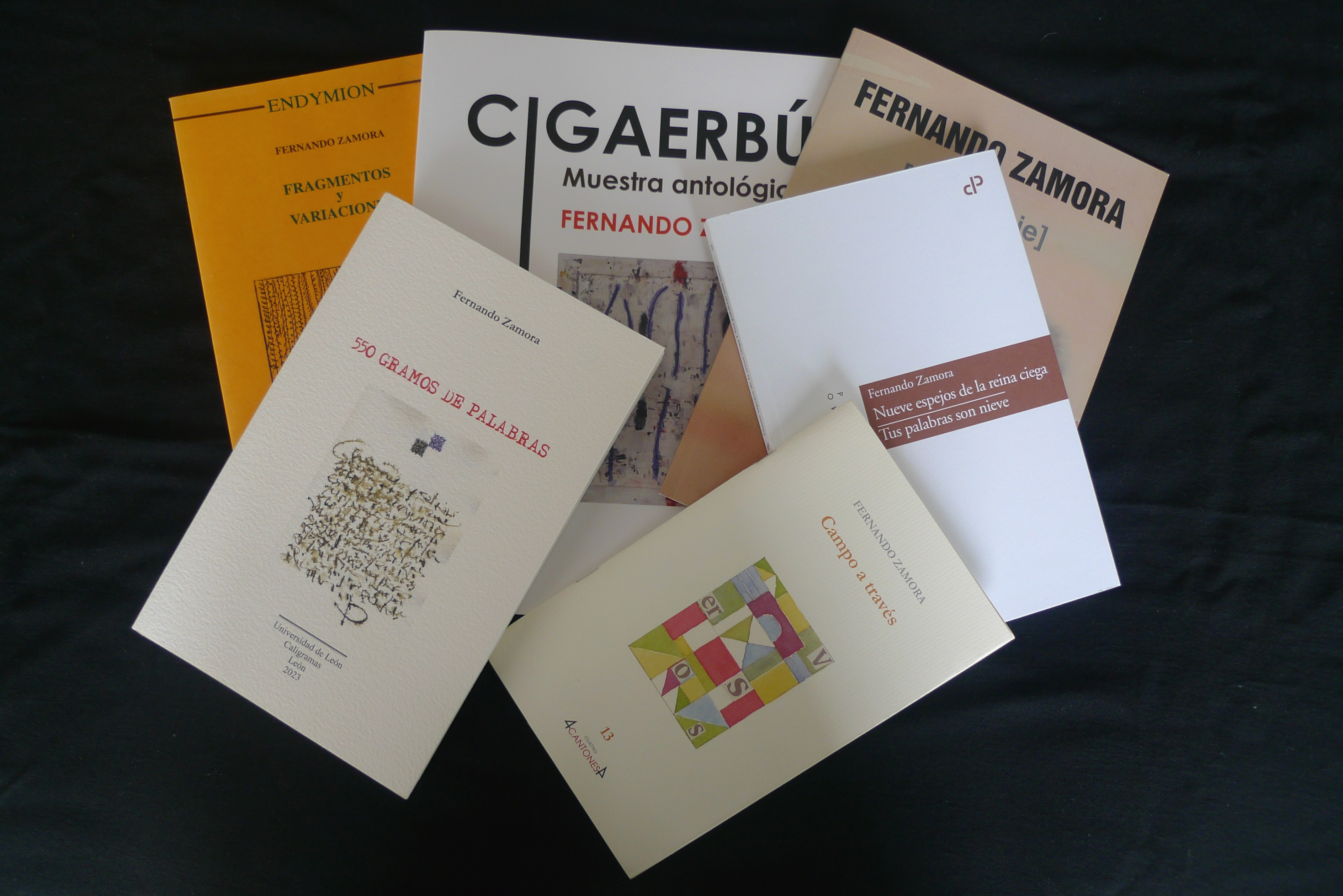
Algunos de los libros publicados de Fernando Zamora

### Poesía
- 1993 - Área de descanso. Astrolabio
- 1994 – Fragmentos y Variaciones. Ed. Endymión y Astrolaboio, ISBN 84-7731-173-0.
- 2004 - Cartas a Yegor Kovalchuk, Cer0 a la izquierda.
- 2004 - Sil va de sí la bas. Ed. Cálamo, ISBN  9788495018816.
- 2004 - Píldoras. Una isla en el tejado.
- 2005 - Libro de hilos. Ed. Cálamo.
- 2006 - Virado a sepia. Cálamo.
- 2007 - Libro para quemar. Cálamo.
- 2008 - Mendrugos, Ediciones DesEsperadas.
- 2010 - Campo a través. 4 cantones. Fundación Díaz Caneja.
- 2012 - Palomares. Cálamo.
- 2012 - Bagatelas de febrero, Cer0 a la izquierda.
- 2022 - Nueve espejos de la reina ciega - Tus palabras son nieve. Cálamo.
- 2023 - 550 gramos de palabras. Universidad de León. Caligramas IX. León, ISBN 978-84-19682-01-7

### Poesía, pintura y cajas
- 2022 - "Cigaerbú". Muestra antológica (Catálogo). Fernando Zamora. Fundación Díaz Caneja. Palencia, 120 páginas.

### Libro-objeto , libro de artista
Realizar un centener de libros-objeto y libros de artista. Destacan:
- 2005 - "Libro de hilos" (Odendorf, Alemania, 2005), expuesto en el MUSAC en la exposición Constelaciones
- 2019 - "Octadivairus"
- 2020 - "Cigaerbú"

## Exposiciones
Realizó más de veinte exposiciones individuales y cuarenta colectivas, la mayoría de ellas en España y Alemania.